# Jan Ziehli
Jan Ziehli  (* 1999) ist ein Schweizer Unihockeyspieler, der beim Nationalliga-A-Verein SV Wiler-Ersigen unter Vertrag steht.

## Karriere

### Verein
Ziehli stand während der Saison 2017/18 erstmals im Kader der Nationalliga-A-Mannschaft des SV Wiler-Ersigen. In der nachfolgenden Saison absolvierte er 26 Partien und erzielte auch seinen ersten Treffer für die Emmentaler. Zur Saison 2020/21 wurde er fix in das Kader der ersten Mannschaft aufgenommen.

### Nationalmannschaft
2019 wurde Ziehli von U23-Nationaltrainer Simon Linder für die Nationalmannschaft aufgeboten.